# Noboru Takešita
Noboru Takešita (26. února 1924 – 19. června 2000) byl japonský politik. V letech 1987–1989 byl premiérem Japonska. Roku 1976 byl ministrem výstavby. V letech 1979–1980 a 1982–1986 ministrem financí. Byl představitelem Liberální demokratické strany, dominantní síly japonského politického systému ve 2. polovině 20. století.

## život
Roku 1958 byl prvně zvolen do parlamentu (tzv. Dietu). Ve své straně se stal členem vlivné frakce Kakuei Tanaky (frakce v japonských politických stranách hrají mnohem větší roli než v jiných politických systémech). Ve funkci ministra financí prosadil volný kurz japonského jenu vůči dolaru (tzv. dohoda Plaza). To vedlo k silnému posilování jenu vůči všem světovým měnám a učinilo z jenu jednu z nejdůležitějších měn světové ekonomiky. Roku 1986 vládu opustil, aby posiloval své pozice uvnitř strany. To se mu rychle podařilo a roku 1987 se stal jejím předsedou, a tím pádem záhy premiérem, když vystřídal v čele kabinetu Jasuhiro Nakasoneho, svého velkého rivala uvnitř strany. Poměrně brzy ho však k rezignaci přinutil tzv. odvodový skandál. I poté však byl významnou zákulisní figurou Liberální demokratické strany, silně ovlivňoval politiku svých nástupců Sósuke Una, Tošiki Kaifa i Keizó Obučiho.

## Vyznamenání
- velkokříž Řádu prince Jindřicha – Portugalsko, 22. listopadu 1990[1]
- velkokříž Řádu chryzantémy in memoriam – Japonsko, 20. června 2000